# Classe Gazelle
La classe Gazelle est une classe de croiseurs légers de la Kaiserliche Marine. Ses navires sont construits en deux sous-classes. Les navires conçus en 1895 sont les SMS Gazelle, Niobe, Nymphe, Thetis, Ariadne, Medusa et Amazone. Ceux conçus entre 1897 et 1900, un peu plus larges, sont les SMS Frauenlob, Arcona et Undine.

## Histoire
Les navires de cette classe sont les premiers croiseurs légers modernes de la Kaiserliche Marine et font partie du renouvellement de la flotte décidé en 1898. Ils n'ont pas de prédécesseurs mais s'inspirent de l'aviso de la classe Meteor (de) ainsi que du Hela. Cette classe en précède d'autres comme la classe Kolberg et la classe Magdeburg.
L'arsenal Germania à Kiel a construit trois navires, les SMS Gazelle, Nymphe et Amazone. Cinq croiseurs viennent de l'AG Weser à Brême, les SMS Niobe, Ariadne et Medusa ainsi que Frauenlob et Arcona. Le SMS Thetis est issu de Kaiserliche Werft Danzig et l'Undine de Howaldtswerke-Deutsche Werft.
Six croiseurs font d'abord une mission d'éclaireur : Niobe d'avril 1901 à septembre 1904, Ariadne de mai 1901 à septembre 1906, Amazone de décembre 1901 à septembre 1905, Frauenlob de février 1903 à janvier 1908, Medusa d'avril 1903 à août 1907, Arcona de juillet 1903 à juin 1907.
Trois servent de navires-écoles : Nymphe de janvier 1902 à septembre 1907 et de mai 1908 à février 1909, Undine de janvier 1905 à juin 1912, Medusa de septembre 1907 à mai 1908.
Quatre ont fait des missions à l'étranger : Gazelle de juin 1901 à août 1904, Thetis de septembre 1901 à juin 1906, Niobe de juin 1906 à mars 1909 et Arcona de juillet 1907 à mars 1910.
De 1904 à juillet 1912, les dix navires sont mis en réserve. Seul le SMS Arcona, transformé en mouilleur de mines, est remis en service en septembre 1912 et est actif lorsque la Première Guerre mondiale commence. Les Ariadne, Undine et Frauenlob sont perdus durant le conflit.
Le SMS Gazelle est abandonné à la fin de la guerre, les six derniers navires intègrent la flotte de la Reichsmarine. Le Medusa est en service de juillet 1920 à septembre 1924, Arcona de mai 1921 à septembre 1923. Le SMS Amazone est en service jusqu'en septembre 1930. En avril 1922, le Thetis revient puis est remplacé par le Nymphe en novembre 1924, qui reste en service jusqu'en avril 1929.
Seul le SMS Niobe est un navire de la réserve de la Reichsmarine. Il est vendu à la Yougoslavie qui en fait un navire-école. En septembre 1943, sous son nom allemand, il accueille un équipage germano-croate, mais il est perdu en décembre 1943.